# Réservoir d'Oskil
Le réservoir d'Oskil (en ukrainien : Оскільське водосховище) ou réservoir d'Oskol (en russe : Оскольское водохранилище) est un lac artificiel sur la rivière Oskil, dans l'oblast de Kharkiv, en Ukraine.
Il a pour ancien nom le réservoir de Tchervonyï Oskil.

## Présentation
Le réservoir est inauguré en 1958 pour réguler le cours de la rivière Oskil (Oskol en russe), produire de l'électricité et pour la pêche. Le barrage et la centrale électrique se trouvent près de la localité de Oskil (en ukrainien : Оскіл) ou Oskol (en russe : Оскол), qui donne son nom au réservoir.